# Wojn Wojnow
Wojn Wojnow Jordanow (bułg. Войн Войнов Йорданов, ur. 7 września 1952 w Czepitsi) – bułgarski piłkarz występujący na pozycji pomocnika, reprezentant Bułgarii w latach 1973–1979, trener piłkarski.

## Kariera piłkarska
Jako zawodnik przez całą karierę związany był z jednym klubem, z Lewskim Sofia. W ciągu dziesięciu sezonów zdobył z nim trzy tytuły mistrza kraju, tyleż Pucharów Armii Sowieckiej. Ponadto z zespołem prowadzonym wówczas przez Iwana Wucowa oraz Wasiła Spasowa dwukrotnie dotarł do ćwierćfinałów europejskich rozgrywek - Pucharu UEFA w sezonie 1975–1976 oraz Pucharu Zdobywców Pucharów rok później. W bułgarskiej ekstraklasie rozegrał łącznie 226 meczów.

## Kariera reprezentacyjna
Chociaż jest młodszy o blisko dekadę od przedstawicieli jednego z lepszych pokoleń w historii bułgarskiej piłki nożnej (Dimityr Penew, Christo Bonew, Georgi Asparuchow, Dobromir Żeczew i Petyr Żekow), to razem z nimi znalazł się w kadrze reprezentacji Bułgarii na Mundial 1974. Podopieczni Christo Mładenowa odpadli już po fazie grupowej, a Wojnow wystąpił we wszystkich trzech spotkaniach ('72 minuty w meczu ze Szwecją oraz po '90 przeciwko Urugwajowi i Holandii).

## Kariera szkoleniowa
Po zakończeniu piłkarskiej kariery pracował w zespołach juniorskich i młodzieżowych Lewskiego. Samodzielną działalność trenerską rozpoczął w Akademiku Sofia, a kontynuował w Iskarze Pazardżik, Bełasicy Petricz, Marku Dupnica, Miniorze Pernik, Rodopie Smolan oraz w klubach z Cypru i Arabii Saudyjskiej.
W sierpniu 2009 zastąpił Georgiego Todorowa na stanowisku trenera pierwszoligowego Łokomotiwu Mezdra. Chociaż pracował przez cały sezon, nie zdołał uchronić klubu przed spadkiem z ligi. Po tym niepowodzeniu odszedł z Łokomotiwu do drugoligowego FK Bansko.

## Sukcesy
Bułgaria
- Balkan Cup: 1973–1976

Lewski Sofia
- mistrzostwo Bułgarii: 1973/74, 1976/77, 1978/79
- Puchar Bułgarii: 1975/76, 1976/77, 1978/79